# Wulfila diversus
Wulfila diversus är en spindelart som beskrevs av Octavius Pickard-Cambridge 1895.
Wulfila diversus ingår i släktet Wulfila och familjen spökspindlar. Inga underarter finns listade i Catalogue of Life.